# Aeroporto di Tromsø-Langnes
L'Aeroporto di Tromsø-Langnes (in norvegese: Tromsø lufthavn, Langnes; IATA: TOS, ICAO: ENTC) è un aeroporto internazionale situato a Langnes nella città di Tromsø nell'omonimo comune, nella contea di Troms, nel Nord-Norge, in Norvegia. Situato sulla sponda occidentale dell'isola di Tromsøya, presenta una pista lunga 2.447 metri, allineata 01/19. L'aeroporto è sia di proprietà che gestito dalla società statale Avinor. Nel 2014 Tromsø-Langnes ha gestito 1.910.692 passeggeri, 43.219 movimenti di aeromobili e 2.758 tonnellate di merci. Ciò lo rende il quinto aeroporto più trafficato del paese.
L'aeroporto venne aperto il 14 settembre 1964, in sostituzione dell'aeroporto di Tromsø-Skattøra, un aeroporto acquatico. Tromsø divenne ed è tuttora il principale snodo dei voli regionali di Widerøe verso il Finnmark. I voli di trasporto principale verso altri aeroporti primari sono stati effettuati da Scandinavian Airlines (SAS). Braathens SAFE e la sua filiale Busy Bee hanno operato da Tromsø dal 1967 al 2002. Norwegian Air Shuttle vola da Langnes dal 1992 e Lufttransport ha la sua base operativa principale a Tromsø. L'attuale Il Terminal B è stato costruito nel 1977. Il Terminal A è stato inaugurato nel 1997, a seguito del periodo in cui si completò un'estensione della pista di 240 metri e una nuova torre di controllo.